# 17 luglio
Il 17 luglio è il 198º giorno del calendario gregoriano (il 199º negli anni bisestili). Mancano 167 giorni alla fine dell'anno.

## Eventi
- 180 – Dodici abitanti di Scillium, nel Nord Africa, vengono giustiziati in quanto cristiani: sono i martiri scillitani; è la prima notizia registrata della presenza cristiana in quella parte del mondo
- 1212 – Spagna: battaglia di Las Navas de Tolosa
- 1361 – Il terremoto della Daunia colpisce duramente la Puglia centro-settentrionale
- 1429 – Carlo VII è ufficialmente incoronato re di Francia
- 1505 – Martin Lutero entra in convento a Erfurt; diventerà sacerdote due anni dopo
- 1658 – Nell'ambito della seconda guerra del nord (1655-1660), il re dell'Impero svedese Carlo X assedia Copenaghen
- 1762 – Caterina II diventa zarina di Russia a seguito dell'assassinio di Pietro III di Russia
- 1771 – Massacro di Bloody Falls: il capo Chipewyan, Matonabbee che viaggiava come guida di Samuel Hearne nel suo viaggio nelle terre artiche, massacra un gruppo di ignari Inuit
- 1815 – Guerre napoleoniche: Napoleone Bonaparte si arrende a Rochefort, in Francia, alle forze britanniche
- 1894 – Guerra mahdista: le truppe italo-eritree del generale Oreste Baratieri annientano le forze dei Dervisci a Cassala e conquistano la città
- 1897 – Inizia la corsa all'oro nel Klondike, quando i primi fortunati cercatori arrivano a Seattle, Washington
- 1898 – Guerra ispano-americana, battaglia di Santiago Bay: le truppe del generale statunitense William R. Shafter strappano la città di Santiago di Cuba agli spagnoli
- 1902 – Willis Haviland Carrier realizza il primo impianto di aria condizionata
- 1917 – Re Giorgio V del Regno Unito emana un proclama in base al quale la linea di discendenza maschile della Casa reale britannica porterà il nome di Windsor
- 1918 – Guerra civile russa: a Ekaterinburg, nelle prime ore dopo la mezzanotte, i bolscevichi massacrano lo zar Nicola II di Russia e la sua famiglia
- 1936 – Inizio della guerra civile spagnola
- 1944
  - Disastro di Port Chicago: nei pressi della baia di San Francisco, due navi cariche di munizioni per la guerra esplodono a Port Chicago (California), uccidendo 232 persone
  - Seconda guerra mondiale: il più grande convoglio navale della guerra salpa da Halifax (Nuova Scozia) sotto la protezione della Royal Canadian Navy
  - Seconda guerra mondiale: a Firenze viene perpetrato l'Eccidio di Piazza Tasso
- 1945 – Seconda guerra mondiale, Conferenza di Potsdam: a Potsdam, i tre principali capi alleati iniziano l'incontro finale della guerra; l'incontro terminerà il 2 agosto
- 1955 – Anaheim (Los Angeles): inaugurazione di Disneyland, il primo parco divertimenti a tema[1]
- 1962 – Test nucleari: l'esplosione di prova Little Feller I diventa l'ultima detonazione di prova nell'atmosfera nel Nevada Test Site
- 1968 – Première a Londra del film animato Yellow Submarine, basato sull'omonima canzone dei Beatles e sulle illustrazioni dell'artista Heinz Edelmann[2]
- 1975 – Progetto Apollo-Sojuz: una navetta Apollo americana e una Sojuz sovietica si agganciano in orbita, segnando il primo aggancio tra velivoli spaziali di due nazioni differenti
- 1976 – In occasione della cerimonia di apertura della XXI Olimpiade di Montréal, in Canada, alla televisione italiana iniziano le trasmissioni sperimentali di programmi a colori, per le quali viene scelto il formato PAL
- 1979 – Il presidente del Nicaragua, Anastasio Somoza Debayle, si dimette e fugge a Miami
- 1984 – Laurent Fabius diventa primo ministro di Francia
- 1992 – Il Consiglio nazionale della Repubblica Slovacca adotta la Dichiarazione d'indipendenza della Repubblica Slovacca
- 1993 – Patrick Volkerding fonda la distribuzione GNU/Linux Slackware
- 1995 – L'indice Nasdaq chiude sopra i 1 000 punti per la prima volta
- 1996 – Al largo della costa di Long Island il volo TWA 800, un Boeing 747 diretto a Parigi, esplode uccidendo le 230 persone a bordo
- 1998
  - I resti di Nicola II di Russia e della sua famiglia vengono seppelliti nella Cappella di Santa Caterina A San Pietroburgo, 80 anni dopo il massacro perpetrato dai bolscevichi
  - Dei biologi spiegano sulla rivista Science come hanno sequenziato il genoma del batterio che causa la sifilide, il Treponema pallidum
  - Uno tsunami innescato da un terremoto sottomarino distrugge dieci villaggi in Papua Nuova Guinea, uccidendo circa 1 500 persone, lasciandone altre 2 000 disperse e svariate migliaia senza tetto
  - La Electronic Frontier Foundation diffuse un comunicato stampa con il quale annunciò la sconfitta del cifrario DES effettuata grazie a un calcolatore costato 250 000 dollari che in meno di sessanta ore era capace di forzare un messaggio cifrato con DES
  - Con l'approvazione del testo da parte del comitato dell'Assemblea, viene aperto alla firma lo Statuto di Roma, il trattato internazionale istitutivo della Corte penale internazionale; lo Statuto entrerà in vigore dal 1º luglio 2002, dopo la sessantesima ratifica
- 2009 – Un attentato suicida in Indonesia a Giacarta fa registrare nove morti e 50 feriti
- 2014 – Il volo Malaysia Airlines 17 viene abbattuto al confine tra Ucraina e Russia, causando la morte di 298 persone

## Nati
Ci sono circa 1 150 voci su persone nate il 17 luglio; vedi la pagina Nati il 17 luglio per un elenco descrittivo o la categoria Nati il 17 luglio per un indice alfabetico.

## Morti
Ci sono circa 530 voci su persone morte il 17 luglio; vedi la pagina Morti il 17 luglio per un elenco descrittivo o la categoria Morti il 17 luglio per un indice alfabetico.

## Feste e ricorrenze

### Civili
Internazionali:
- World Emoji Day[3]
- Giornata mondiale della giustizia internazionale[4]

### Religiose
Cristianesimo:
- Sant'Alessio di Roma, mendicante, confessore
- Santi Andrea Zoerard e Benedetto, eremiti
- San Cenelm, martire
- San Colmano di Stockerau, pellegrino
- Santa Edvige di Polonia, regina
- Sant'Ennodio di Pavia, vescovo
- San Fredegando, abate
- San Generoso di Tivoli, martire
- San Giacinto martire
- Santa Giusta martire di Siviglia
- San Leone IV, papa
- Santa Marcellina, vergine
- Santi Martiri scillitani
- San Pietro Liu Ziyu, martire
- Santa Rufina martire di Siviglia
- San Teodosio di Auxerre, vescovo
- Sante Teresa di Sant'Agostino e compagne, carmelitane di Compiegne, vergini e martiri
- San Nicola II di Russia, imperatore, martire del comunismo e grande portatore della passione e la sua famiglia (Chiesa ortodossa russa)
  - Sant'Alessio Romanov, martire del comunismo
  - Sant'Aleksandra Fëdorovna, martire del comunismo
  - Sant'Olga Romanova, martire del comunismo
  - Santa Tatiana Romanova, martire del comunismo
  - Santa Maria Romanova, martire del comunismo
  - Sant'Anastasia Romanova, martire del comunismo
- Beato Biagio dell'Incarnazione, diacono mercedario
- Beata Costanza II di Sicilia, regina
- Beato Paolo Gojdič, vescovo
- Beato Sebastiano dello Spirito Santo, mercedario

Religione romana antica e moderna:
- Ludi Francici, terzo giorno